# Monumento conmemorativo a la madre pionera
El Monumento conmemorativo a la madre pionera, también conocido como Madre pionera y Madres pioneras, es una escultura de bronce de 1928 del artista estadounidense Avard Fairbanks, instalada en Parque Esther Short en Vancouver, en el estado de Washington (Estados Unidos). El monumento representa a una madre y tres hijos, y conmemora a las madres pioneras que se establecieron en el noroeste del Pacífico. La figura femenina principal puede representar a Esther Short, una de las primeras ciudadanas estadounidenses en llegar a Fort Vancouver. Encargada por el banquero de Vancouver Edward Crawford y su esposa Ida por 10 000 dólares, es una de las obras de arte público más antiguas de la ciudad, adquirida en 1928 e inaugurada en 1929. La escultura fue renovada a principios del siglo XXI y es mantenida por el departamento de Parques y Recreación de la Ciudad de Vancouver.

## Descripción
El Monumento conmemorativo a la madre pionera está instalado en la entrada norte de Esther Short Park, en la intersección de West 8th y Daniel Street (entre las calles Columbia y Esther) en Vancouver, Washington. El parque conmemora a la mujer pionera y su esposo Amos, quienes estuvieron entre los primeros ciudadanos estadounidenses en llegar a Fort Vancouver. Algunas fuentes dicen que la escultura conmemorativa conmemora específicamente a Esther Short, mientras que también "[tipifica] a todas las valientes madres de la frontera" que se establecieron en el Noroeste del Pacífico. Algunas fuentes dicen que la figura femenina principal de la escultura es la propia Short, según el programa de la ceremonia de inauguración. La escultura fue fundida en Florencia, donde Fairbanks estaba trabajando en su beca Guggenheim.

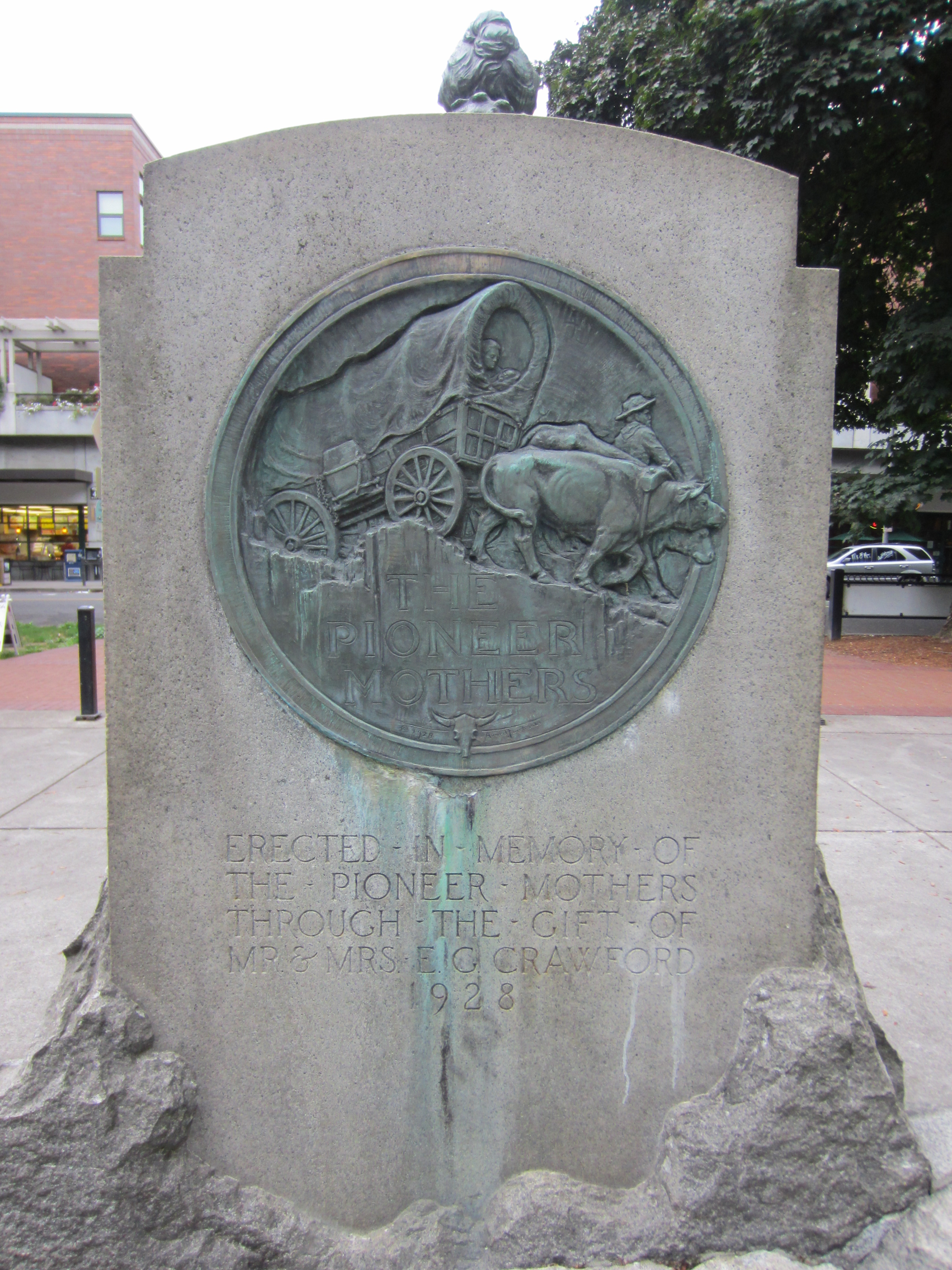
Medallón de bronce en el reverso del fondo

El monumento consiste en una figura de bronce de cuerpo entero que representa a una madre y tres hijos. La mujer viste ropa pionera tradicional, que incluye un vestido largo, un chal y zapatos. Ella está de pie, mirando hacia adelante, y sostiene un rifle de chispa en su mano derecha. La mano opuesta de la mujer descansa sobre la cabeza de la más alta de las dos niñas a su lado izquierdo. La más alta sostiene a la más pequeña con su propia mano izquierda, mientras que la más pequeña mira a la más alta y se apoya contra la rodilla derecha de la madre. Un niño se aferra al vestido de la madre y se apoya en su rifle. La escultura mide aproximadamente 2 m × 1 m × 53 cm y descansa sobre una base de hormigón y granito que mide aproximadamente 3 m × 5 m × 5 m
Detrás del grupo de figuras hay un telón de fondo de hormigón. Su reverso incluye un medallón de bronce con un bajorrelieve que representa una yunta de bueyes tirando de una carreta cubierta. Los animales son conducidos por un hombre, y una mujer y un bebé "ansiosos" están en el carro. Un barril grande está unido al vagón. La parte inferior del medallón incluye un relieve de un cráneo de ganado. El medallón tiene un diámetro de unos 91 cm.

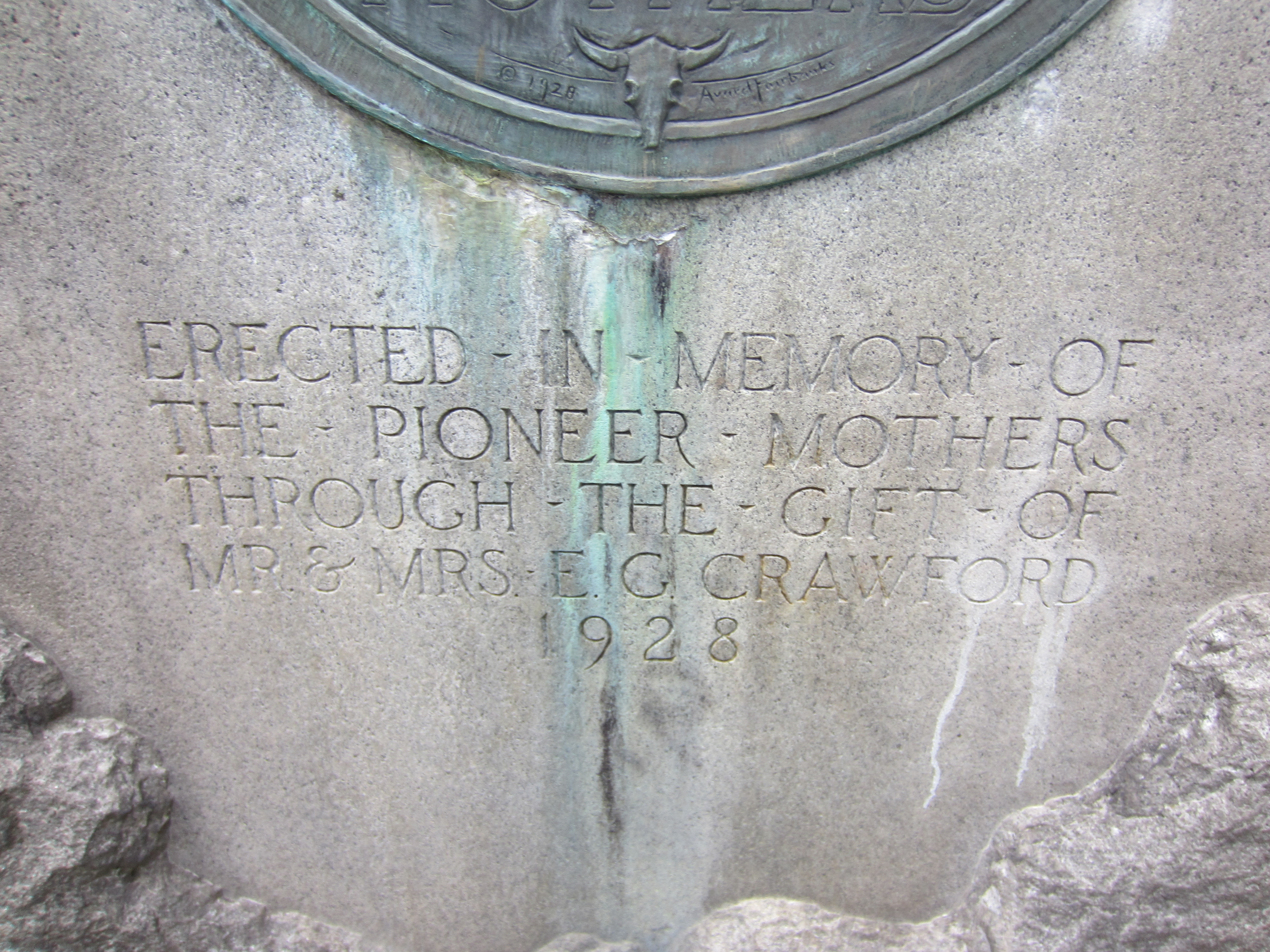
Inscripción debajo del medallón

El monumento incluye varias inscripciones. Uno al pie de la mujer dice, Avard Fairbanks / 1928. El medallón tiene dos inscripciones: una debajo del vagón muestra un símbolo de copyright y dice, 1928 Avard Fairbanks, mientras que otra dice, THE / PIONEER / MOTHERS. En el fondo de hormigón debajo del medallón se encuentra la inscripción firmada: ERECTED IN MEMORY OF / THE PIONEER MOTHERS / THROUGH THE GIFT OF / MR. & MRS. E. G. CRAWFORD / 1928 ERECTED IN MEMORY OF / THE PIONEER MOTHERS / THROUGH THE GIFT OF / MR. & MRS. E. G. CRAWFORD / 1928 ERECTED IN MEMORY OF / THE PIONEER MOTHERS / THROUGH THE GIFT OF / MR. & MRS. E. G. CRAWFORD / 1928.

## Historia
El Monumento conmemorativo a la madre pionera es una de las obras de arte público más antiguas de Vancouver (la más antigua, según el Museo Histórico del Condado de Clark), adquirida en 1928 e inaugurada el 21 de julio de 1929 (o el 7 de septiembre, según algunas fuentes). Fairbanks asistió a la ceremonia. El artista fue comisionado para crear el monumento por el banquero de Vancouver Edward Crawford y su esposa Ida, quienes donaron 10 000 dólares para su creación.
El trabajo fue clasificado como necesitado de tratamiento por el programa " ¡Salva la escultura al aire libre! " de la Institución Smithsonian en mayo de 1995. Fue renovado como parte de los esfuerzos de mejora del parque a principios del siglo XXI. El monumento es mantenido por el departamento de Parques y Recreación de la Ciudad de Vancouver.